# Bracelli
Bracelli (Braçè in ligure) è una frazione di 66 abitanti del comune di Beverino, in provincia della Spezia.

## Geografia fisica
Distante circa 2,5 km dal capoluogo comunale di Padivarma, il borgo è posizionato a 285 m s.l.m. Fa parte del territorio frazionario anche la località di Memola.

## Storia

### Età Medievale
Le prime testimonianze storiche citano il borgo di Bracelli nel diploma imperiale di Ottone II di Sassonia del 963 quale possedimento terriero della diocesi di Luni. La proprietà sul feudo per volontà dello stesso vescovo lunense passò quindi alla famiglia Oldoberti, originaria di Pontremoli, in Lunigiana, e ancora ai conti Fieschi di Lavagna nel 1245 o nel 1247 secondo altre fonti.
Nel XIII secolo in un'azione spontanea della comunità locale, Bracelli si sottomise alla Repubblica di Genova, governo che amministrò il borgo e gli altri centri del territorio beverinese fino alla dominazione napoleonica di fine Settecento.

### Età Moderna
Nel XVI secolo Bracelli costituì una comunità autonoma, redigendo i Capitoli politici che vennero approvati il 28 agosto 1613 dal doge Tomaso Spinola.
Dal 2 dicembre 1797 la municipalità di Bracelli fu inserita nel Dipartimento del Golfo di Venere, con capoluogo La Spezia, all'interno della Repubblica Ligure.
Dal 28 aprile 1798 rientrò nel V cantone, con capoluogo Beverino, della Giurisdizione di Golfo di Venere. Dal 1803 fu uno dei centri principali del III cantone del Golfo di Venere nella Giurisdizione del Golfo di Venere e, con l'annessione nel Primo Impero francese, dal 13 giugno 1805 al 1814 inserito nel Dipartimento degli Appennini.
Con l'ingresso nel Regno di Sardegna, dal 1815, probabilmente l'allora municipalità di Bracelli fu soppressa e aggregata al comune sparso di Beverino seguendone le sorti storiche.

### Età contemporanea
Una più ampia strada carrozzabile per il fondovalle, e quindi per la sottostante frazione-capoluogo di Padivarma, venne costruita intorno agli anni cinquanta del Novecento e ancora negli anni novanta con la realizzazione di un tratto di circa 2 km tra la frazione collinare e la piana di Padivarma.

## Monumenti e luoghi d'interesse

### Architetture religiose
- Chiesa parrocchiale di Santa Maria Assunta. Forse risalente al 1614[2] così come attesta un'iscrizione sopra la porta d'accesso alla sagrestia - anche se è probabile che il primo edificio della parrocchiale sia stato edificato in epoche antecedenti - conserva un marmoreo busto della Madonna datato al 1625[2]; gli affreschi e le decorazioni pittoriche sono state seguite nel 1871 dal pittore Cesare Agretti[2].
- Vecchia chiesa di San Maurizio, risalente nella sua prima forma al VII secolo[3], voluta dai nobili Ravaschieri, nella quale sono visibili i resti degli affreschi interni originali; la chiesa attuale risale al 1672.[5]
- Oratorio di Santa Croce. L'edificio originario è risalente al XIII secolo[3] anche se subì, come attesta la data sull'architrave dell'ingresso, un rifacimento nel 1727[3].
- Chiesa di Sant'Antonio di Padova nella frazione di Memola, edificata nel 1666.[5][6]

### Architetture civili
- Palazzo della famiglia locale Roy.
- Ruderi del palazzo, risalente al XV secolo, dei nobili Ravaschieri[2].
- Via Fontanella, con le sue volte e affreschi raffiguranti le scene contadine di ogni giorno.
- Piazza dei Cordoni

### Architetture militari
- Castello di Bracelli. Edificato nel XII secolo[2] e venduto nel 1251 da Nicolò Fieschi alla Repubblica di Genova[2], è considerato uno dei più antichi e robusti presenti in val di Vara[3]. La postazione difensiva era dotata di ottimi sistemi difensivi, costituito dalla presenza di ben sette porte[3] che via via raggiungevano la sommità del paese dove si ergeva il maniero; gli archi delle suddette porte sono tuttora visibili e perfettamente conservati.

### Monumenti
- Monumento al ciclista Aurelio Del Rio, nativo di Bracelli, all'ingresso del paese.[7]

## Cultura

### Eventi
- Festa patronale di san Maurizio, il 22 settembre.
- Festa della Madonna del Carmine, il 16 luglio.